# Tribunal de Justiça Desportiva do Estado de Pernambuco
O Tribunal de Justiça Desportiva é o órgão da Justiça Desportiva da República Federativa do Brasil, no Estado de Pernambuco (cuja sigla é TJD-PE), vinculado ao STJD,  dotado de autonomia e independência, com atuação perante a Federação Pernambucana de Futebol (FPF), com natureza jurídica de ente despersonalizado, com sede na capital pernambucana.
O Tribunal de Justiça Desportiva de Futebol tem jurisdição em todo o território do Estado do Pernambuco e competência para processar e julgar as matérias referentes às competições desportivas disputadas e às infrações disciplinares cometidas pelas pessoas naturais e jurídicas, direta ou indiretamente, vinculadas à Federação Pernambucana de Futebol.

Compete ao Pleno do Tribunal de Justiça Desportiva processar e julgar, originariamente: a) seus auditores, os procuradores e os defensores públicos desportivos; b) o mandado de garantia contra atos ou omissões dos poderes da Federação Pernambucana de Futebol; c) os dirigentes da Federação Pernambucana de Futebol; d) a revisão de suas próprias decisões e das Comissões Disciplinares em processos findos, nos termos do art. 112 e seguintes do Código Brasileiro Disciplinar de Justiça; e) os pedidos de reabilitação; f) os pedidos de impugnação de partida referentes a competições que estejam sob sua jurisdição; g) as medidas inominadas previstas no art. 119 do CBJD; h) o pedido de homologação das sanções administrativas impostas pela Federação Pernambucana de Futebol, quando importar em suspensão, desfiliação ou desvinculação da entidade desportiva penalizada.
Compete ao Pleno do Tribunal de Justiça Desportiva processar e julgar, em grau de recurso: a) as decisões das Comissões Disciplinares; b) os atos e despachos do presidente do Pleno e das Comissões Disciplinares; c) declarar os impedimentos e incompatibilidades de seus auditores, dos procuradores e dos defensores públicos desportivos; d) criar Comissões Disciplinares e indicar-lhes os auditores; e) instaurar inquéritos; f) requisitar ou solicitar informações para esclarecimento de matéria submetida a sua apreciação; g) elaborar e aprovar o seu Regimento Interno; h) declarar vacância do cargo de seus auditores, dos procuradores e dos defensores públicos desportivos; i) deliberar sobre casos omissos neste Regimento, bem como na legislação desportiva vigente.
No Tribunal de Justiça Desportiva do Estado de Pernambuco funcionam três Comissões Disciplinares, compostas de cinco auditores cada, e constituídas para processar e julgar, ressalvadas as competências privativas do Tribunal Pleno, as matérias referentes às competições desportivas disputadas e às infrações disciplinares cometidas pelas pessoas naturais e jurídicas, direta ou indiretamente vinculadas à Federação Pernambucana de Futebol, bem como declarar o impedimento de seus auditores.
Cabe à Corregedoria do Tribunal de Justiça Desportiva do Estado de Pernambuco, com atribuições de fiscalização, orientação e inspeção, a) apurar irregularidades que digam respeito ao bom andamento das atividades das Comissões Disciplinares ou do próprio Tribunal; b) promover palestras e cursos para árbitros, representantes de associações desportivas e atletas, sobre legislação desportiva, bem como debates sobre disciplina desportiva; c) fiscalizar o cumprimento das decisões das Comissões Disciplinares e do Pleno do TJD-PE; d) realizar inspeções ordinárias semestrais nos órgãos que compõem o Tribunal, apresentando relatório circunstanciado ao Pleno da Corte no prazo de até 30 (trinta) dias após o fim do evento.

## Composição do tribunal

### Membros do Tribunal
Auditores – Tribunal Pleno
Período (15 de julho de 2020 até 14 de julho de 2024).
- Dr. Fábio Rodrigo de Paiva Henriques - Presidente
- Dr. Berillo de Souza Albuquerque Júnior - Vice-Presidente
- Dr. Carlos Gil Rodrigues
- Dr. Renato Rissato Veloso
- Dr. Roberto de Acioli Roma
- Dra. Clécia Carlos Soares
- Dr. José Henrique Wanderley Filho
- Dr. Alírio Rio Lima Moraes de Melo
- Dr. Ulisses de Brito Cavalcanti Neto

### Comissão Disciplinar
Período (15 de julho de 2020 até 14 de julho de 2024).
1ª Comissão Disciplinar
- Dr. Francisco Eugênio Galindo Leite Araújo - Presidente
- Dr. José Antônio Alves de Melo Júnior - Vice-Presidente
- Dra. Monique Moraes Farias
- Dr. André Gomes Ferreira de Lima
- Dr. Alexandre Dimitri Moreira de Medeiros

2ª Comissão Disciplinar
- Dr. Lucas Tavares de Melo - Presidente
- Dr. Pedro Henrique Rocha de Paiva - Vice-Presidente
- Dra. Vanessa de Castro Vianna
- Dr. Stênio Barreiros Correia Neto
- Dr. Rafael Silva Pereira de Arruda

3ª Comissão Disciplinar
- Dr. Marco Antônio Camarotti - Presidente
- Dr. Rodrigo Ramos da Rocha Leão - Vice-Presidente
- Dra. Bruna Suely Nascimento Santos
- Dr. Pedro José de Albuquerque Pontes
- Dra. Andrea Carla da Costa Siebra

Procuradores
- Dr. Rodrigo Ferreira Santos – Pleno TJD
- Dr. Roberto Ivo da Costa – Comissões Disciplinares
- Dr. Marcelo Porto Neves – Comissões Disciplinares

Ouvidoria
- Dr. Cláudio Pessanha Veloso

Secretaria
- Emanuel José de Souza